# Horst-Rüdiger Schlöske
Horst-Rüdiger Schlöske (Berlín, República Federal Alemana, 1 de enero de 1946) fue un atleta alemán especializado en la prueba de 4x400 m, en la que consiguió ser subcampeón europeo en 1974.

## Carrera deportiva
En el Campeonato Europeo de Atletismo de 1974 ganó la medalla de plata en los relevos 4x400 metros, con un tiempo de 3:03.52 segundos, llegando a meta tras Reino Unido y por delante de Finlandia, siendo sus compañeros de equipo: Hermann Köhler, Rolf Ziegler y Karl Honz.